# Александровка (Черниговский район)
Алекса́ндровка (укр. Олекса́ндрівка) — село,
Панфиловский сельский совет,
Черниговский район,
Запорожская область,
Украина.
Код КОАТУУ — 2325585704. Население по переписи 2001 года составляло 185 человек.

## Географическое положение
Село Александровка находится на правом берегу реки Чукрак, которая через 2 км впадает в реку Юшанлы,
выше по течению на расстоянии в 2,5 км расположено село Ильино,
ниже по течению на расстоянии в 1 км расположено село Калиновка.
Река в этом месте пересыхает, на ней сделано несколько запруд.

## История
Село Александрталь основано в 1829 г., 20 семьями немцев-меннонитов, выходцев из Пруссии. Названо в честь императора Александра I. В 1945 году переименовано в Александровку..